# Ивановка (Батьковское сельское поселение)
Ива́новка — деревня в Сасовском районе Рязанской области России. Входит в состав Батьковского сельского поселения.

## Географическое положение
Деревня находится в центральной части Сасовского района, в 27 км от райцентра на реке Вялса.
Ближайшие населённые пункты:

— село Ключи в 2 км к востоку по щебёнчатой дороге;

— деревня Шурмашь в 1 км к югу по асфальтированной дороге;

— посёлок Батьки в 5,5 км к западу по асфальтированной дороге;

— деревня Чёрная Речка 2,5 км к северо-западу по грунтовой лесной дороге.

## Природа
Климат умеренно континентальный. Высота над уровнем моря 110—116 м.

## Население
| 1914 | 1984 | 2010 | 2011 | 2012 | 2013 | 2014 |
| ---- | ---- | ---- | ---- | ---- | ---- | ---- |
| 233  | ↘40  | ↘5   | ↗10  | ↗11  | ↘9   | →9   |

## Инфраструктура
Дорожная сеть
Через деревню проходит асфальтированная дорога Сасово — Ключи.
Транспорт
По состоянию на 2013 г. маршруты общественного транспорта отсутствуют.